# Collegio uninominale Piemonte 1 - 04 (2017)
Il collegio elettorale uninominale Piemonte 1 - 04 è stato un collegio elettorale uninominale della Repubblica Italiana per l'elezione della Camera dei deputati tra il 2017 ed il 2022.

## Territorio
Come previsto dalla legge elettorale italiana del 2017, il collegio era stato definito tramite decreto legislativo all'interno della circoscrizione Piemonte 1.
Era formato da parte del territorio del comune di Torino (zone Mirafiori Nord e Mirafiori Sud).
Il collegio era parte del Collegio plurinominale Piemonte 1 - 01.

## Eletti
| Elezione | Elezione | Deputato      | Gruppo parlamentare |
| -------- | -------- | ------------- | ------------------- |
|          | 2018     | Stefano Lepri | Partito Democratico |

## Dati elettorali

### XVIII legislatura
Come previsto dalla legge elettorale, 232 deputati erano eletti con sistema a maggioranza relativa in altrettanti collegi uninominali a turno unico.
| Candidati              | Candidati               | Voti    | %     | Liste                    | Voti    | %     |
| ---------------------- | ----------------------- | ------- | ----- | ------------------------ | ------- | ----- |
|                        | Stefano Lepri ✔️ Eletto | 37 860  | 32,85 | Partito Democratico      | 31 236  | 27,10 |
| +Europa                | Stefano Lepri ✔️ Eletto | 37 860  | 32,85 | 5 520                    | 4,79    |       |
| Italia Europa Insieme  | Stefano Lepri ✔️ Eletto | 37 860  | 32,85 | 561                      | 0,49    |       |
| Civica Popolare        | Stefano Lepri ✔️ Eletto | 37 860  | 32,85 | 543                      | 0,47    |       |
|                        | Paolo Greco Lucchina    | 36 545  | 31,71 | Lega                     | 19 046  | 16,53 |
| Forza Italia           | Paolo Greco Lucchina    | 36 545  | 31,71 | 12 716                   | 11,03   |       |
| Fratelli d'Italia      | Paolo Greco Lucchina    | 36 545  | 31,71 | 4 236                    | 3,68    |       |
| Noi con l'Italia - UDC | Paolo Greco Lucchina    | 36 545  | 31,71 | 547                      | 0,47    |       |
|                        | Alberto Sasso           | 31 423  | 27,26 | Movimento 5 Stelle       | 31 423  | 27,26 |
|                        | Stefano Schwarz         | 5 877   | 5,10  | Liberi e Uguali          | 5 877   | 5,10  |
|                        | Rosella Satalino        | 1 346   | 1,17  | Potere al Popolo!        | 1 346   | 1,17  |
|                        | Sonia Patacchi          | 1 163   | 1,01  | CasaPound Italia         | 1 163   | 1,01  |
|                        | Fabrizio Labate         | 736     | 0,64  | Il Popolo della Famiglia | 736     | 0,64  |
|                        | Rosa Maria Pilato       | 304     | 0,26  | Partito Valore Umano     | 304     | 0,26  |
| Totale                 | Totale                  | 115 254 | 100   |                          | 115 254 | 100   |
|                        |                         |         |       |                          |         |       |
| Voti non validi        | Voti non validi         | 3 712   | 3,12  |                          |         |       |
| Votanti                | Votanti                 | 118 966 | 73,69 |                          |         |       |
| Elettori               | Elettori                | 161 450 |       |                          |         |       |